# Idéogramme routier en France
Pour l’article homonyme, voir Idéogramme.

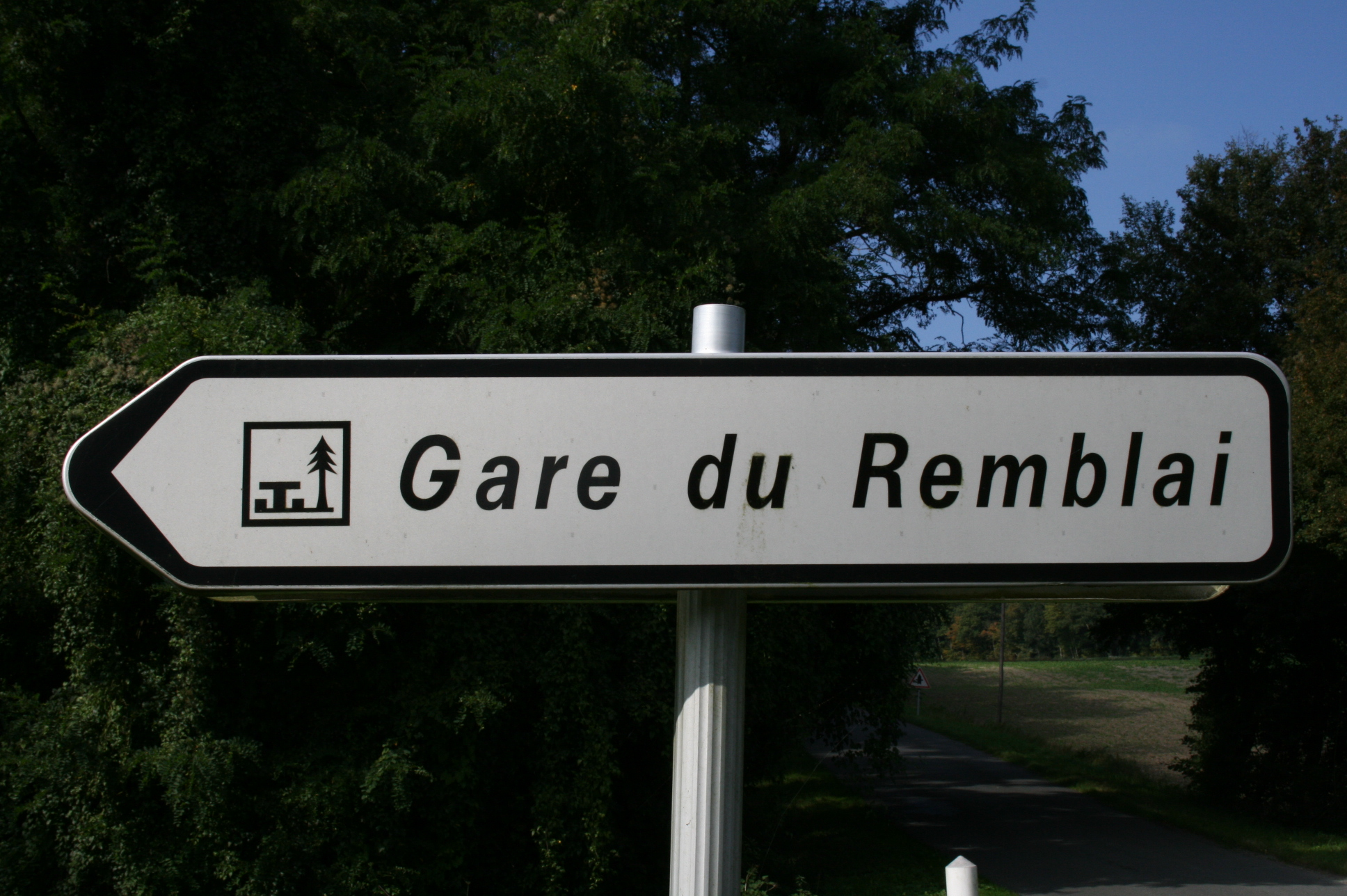
Panneau directionnel D21 avec idéogramme ID11 (emplacement pour pique-nique).

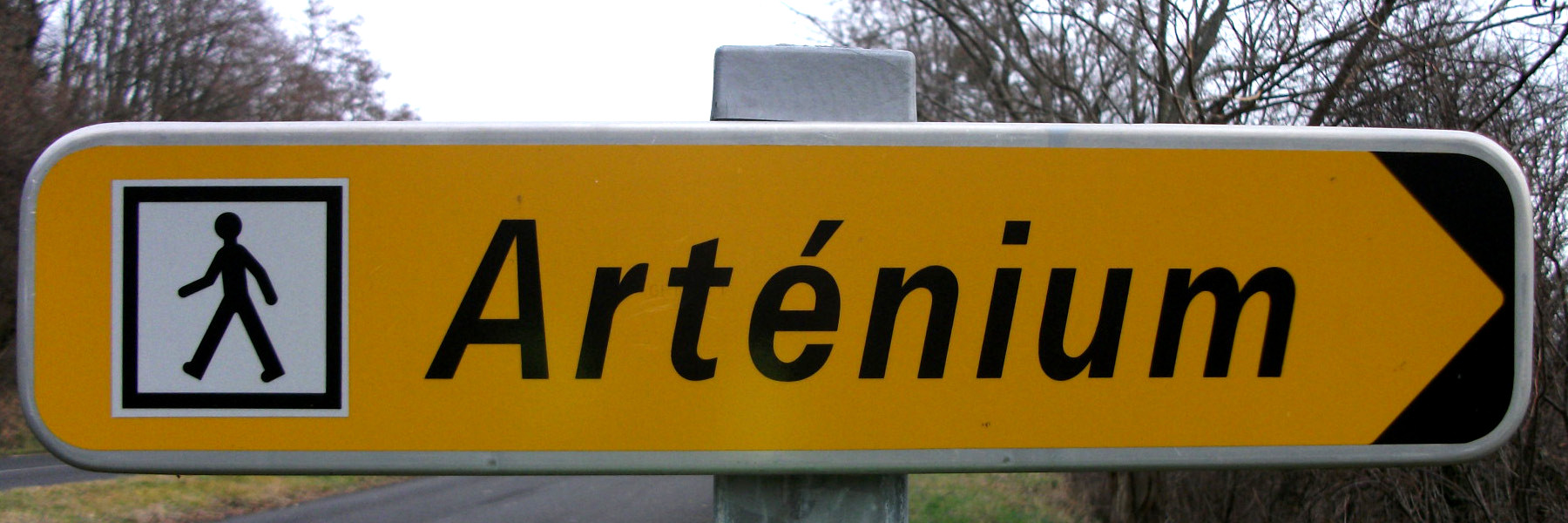
Panneau directionnel D29 avec idéogramme ID34a (itinéraire piétonnier).

Un idéogramme est, dans le domaine de la signalisation routière en France, un pictogramme pouvant compléter des indications de direction ou de localisation. Les idéogrammes sont codifiés ID et sont placés devant les indications de destination, à l'exception des indications d'agglomération.

## Histoire
L'article 5 de l'arrêté du 24 novembre 1967 relatif à la signalisation des routes et des autoroutes, dans sa rédaction de 1982, dispose qu'un « idéogramme caractérise l'indication de destination inscrite sur le panneau et lui est étroitement associé ». Il n'en donne toutefois pas la liste, laquelle apparaît dans l'instruction interministérielle relative à la signalisation de direction, publiée quelques semaines après.
Vingt ans plus tard, en 2002, la liste des idéogrammes est finalement ajoutée à l'article 5 de l'arrêté du 24 novembre 1967. En 2011, ces dispositions sont transférées dans un nouvel article 5-10 de cet arrêté.
En 1982, les idéogrammes sont au nombre de 18. En 2002, ils sont 38. Leur liste s'enrichit au fil du temps, avec la création :
- en 2008 de 15 idéogrammes[g] (voir Liste des signaux routiers français nouveaux, modifiés ou supprimés en 2008),
- en 2011 de 5 idéogrammes[e],
- en 2012 de 2 idéogrammes[h],
- en 2014 de 2 idéogrammes[i],
- en 2015 de 2 idéogrammes[j],
- en 2016 de 1 idéogramme[k],

pour arriver au nombre de 65 idéogrammes.
Beaucoup d'entre eux ont leur équivalent en panneau CE.
14 idéogrammes sont mis en place à titre expérimental pendant l'Euro 2016,, mais aucun n'est retenu par la suite. En 2022, un idéogramme est créé pour une expérimentation de péage à flux libre (sans barrière) sur l'autoroute A79 entre Deux-Chaises et Digoin ; l'idéogramme signale les bornes de paiement à pied pour les usagers n'ayant pas de badge de télépéage.

## Forme
Les idéogrammes sont de forme carrée. Ils sont à fond blanc avec un pictogramme et un cadre noirs, sauf pour :
- les idéogrammes ID1a et ID1b qui n'ont pas de cadre et sont à fond bleu, avec un pictogramme blanc ;
- l'idéogramme ID3 qui comporte un pictogramme rouge ;
- les idéogrammes ID15 qui ont un cadre et un pictogramme marron ;
- les idéogrammes ID16 qui sont à fond marron avec un pictogramme blanc ;
- l'idéogramme ID22 qui comporte un pictogramme bleu, blanc et rouge aux couleurs du drapeau français ;
- l'idéogramme ID38 dont une partie du pictogramme est verte[h].

## Positionnement
L'idéogramme est toujours positionné à gauche de la mention de signalisation, quel que soit le sens du panneau.

## Liste
Les idéogrammes utilisés sont les suivants :

### Liste de1982

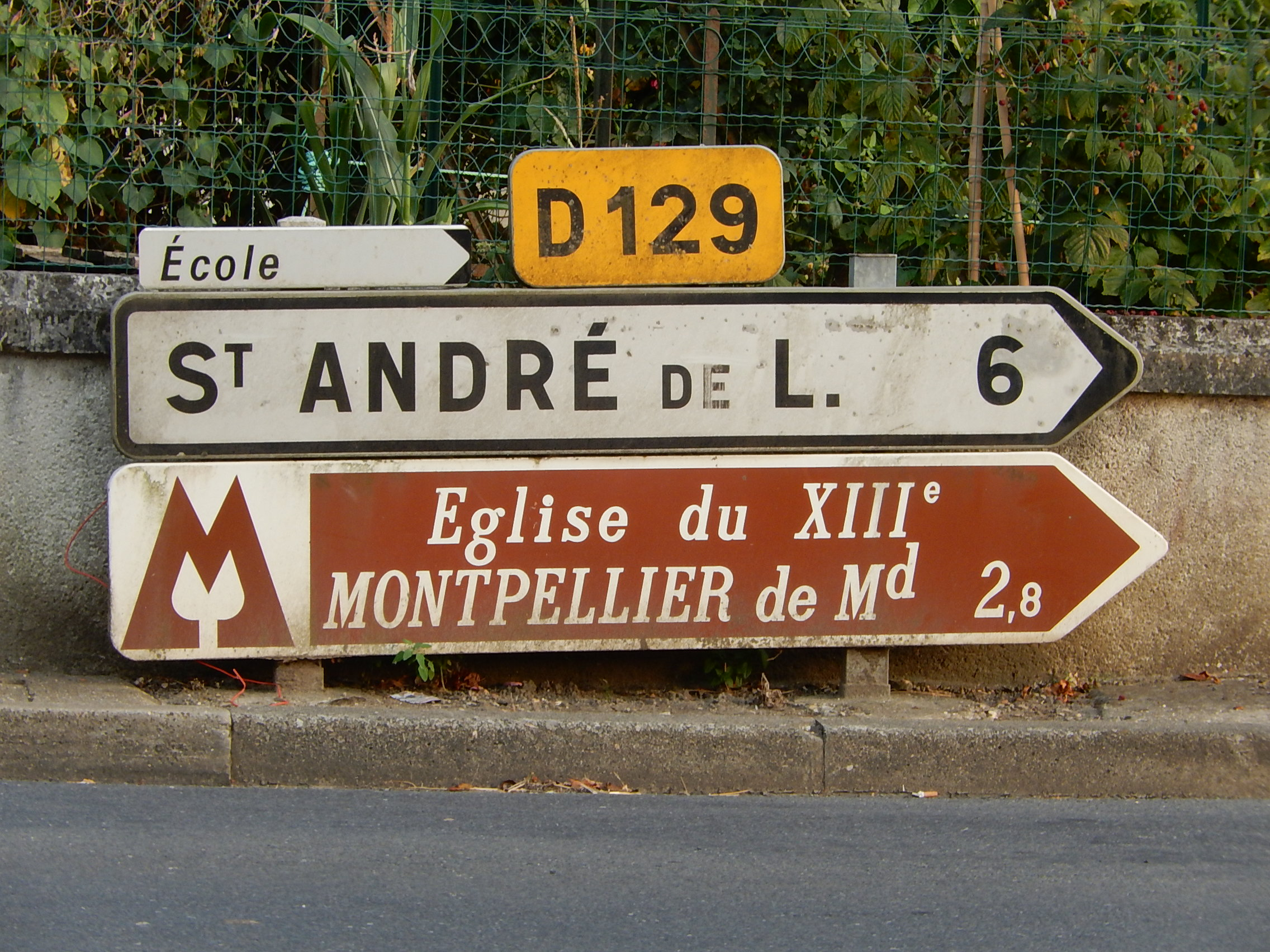
Ancien idéogramme ID16 à Rioux en Charente-Maritime, indiquant la direction de l'église Saint-Martin de Montpellier-de-Médillan, classée monument historique.

| Image | ID    | Description |
| ----- | ----- | --- |
|       | ID1   | Parc de stationnement                                                                                             |
|       | ID2   | Aéroport |
|       | ID3   | Hôpital ou clinique assurant les urgences                                                                         |
|       | ID4   | Hôpital ou clinique n'assurant pas les urgences                                                                   |
|       | ID5a  | Poste d'appel d'urgence                                                                                           |
|       | ID5b  | Poste d'appel téléphonique                                                                                        |
|       | ID6   | Relais d'information service                                                                                      |
|       | ID7   | Installation accessible aux handicapés physiques (l'idéogramme contient le symbole international d'accessibilité) |
|       | ID8   | Terrain de camping pour tentes                                                                                    |
|       | ID9   | Terrain de camping pour caravanes                                                                                 |
|       | ID10  | Auberge de jeunesse                                                                                               |
|       | ID11  | Emplacement pour pique-nique                                                                                      |
|       | ID12  | Gare de trains autos                                                                                              |
|       | ID13  | Embarcadère pour bac ou car-ferry                                                                                 |
|       | ID14  | Bureau de postes (l'idéogramme contient l'oiseau postal des PTT)                                                  |
|       | ID15a | Parc naturel régional                                                                                             |
|       | ID15b | Parc national |
|       | ID16  | Monument historique ou site classé                                                                                |

### Liste depuis2002
| Image         | ID                       | Description | Date de création |       | Équiv. CE |
| ------------- | ------------------------ | --- | ---------------- | ----- | --------- |
|               | ID1a                     | Parc de stationnement |                  |       |           |
|               | ID1b                     | Parc relais : parc de stationnement assurant la liaison vers différents réseaux de transport en commun |                  |       |           |
|               | ID1c                     | 2018 : Parc de stationnement sous vidéoprotection 2016 : Parc de stationnement sous vidéoprotection 2011 : Parc de stationnement sous vidéosurveillance | 6 décembre 2011  | [ e ] | CE9       |
|               | ID2                      | 2008 : Aéroport assurant le transport de voyageurs par lignes régulières 2002 : Aéroport |                  |       |           |
|               | ID3                      | Hôpital ou clinique assurant les urgences |                  |       | CE1       |
|               | ID4                      | Hôpital ou clinique n'assurant pas les urgences |                  |       |           |
|               | ID5a                     | Poste d'appel d'urgence |                  |       | CE2a      |
|               | ID5b                     | Poste d'appel téléphonique |                  |       | CE2b      |
|               | ID6                      | Relais d'information service |                  |       | CE3a      |
|               | ID7                      | 2011 : Installation ou itinéraire piétonnier accessible aux personnes à mobilité réduite 2002 : Installation accessible aux personnes handicapées à mobilité réduite (l'idéogramme contient le symbole international d'accessibilité)                                      |                  |       | CE14      |
|               | ID8                      | Terrain de camping pour tentes |                  |       | CE4a      |
|               | ID9                      | Terrain de camping pour caravanes |                  |       | CE4b      |
|               | ID10                     | Auberge de jeunesse |                  |       | CE5a      |
|               | ID11                     | Emplacement pour pique-nique |                  |       | CE7       |
|               | ID12a                    | 2011 : Gare dont le trafic de voyageur est supérieur ou égal à 30 000 voyageurs par an 2009 : Gare de trains dont le trafic de voyageurs est supérieur ou égal à 30 000 voyageurs par an 2008 : Gare ferroviaire                                                           | 11 février 2008  | [ g ] |           |
|               | ID12b (2008) ID12 (2002) | Gare de trains autos |                  |       | CE8       |
|               | ID13a                    | Embarcadère pour bac ou car-ferry |                  |       | CE10      |
|               | ID13b                    | Port de commerce dont le trafic annuel de marchandise est supérieur à 20 000 tonnes |                  |       |           |
|               | ID14a                    | 2008 : Poste de distribution de carburant 2002 : Poste de distribution de carburant ouvert 7 jours sur 7 et 24 heures sur 24 |                  |       | CE15a     |
|               | ID14b                    | 2008 : Poste de distribution de carburant, assurant également le ravitaillement en gaz de pétrole liquéfié (GPL) 2002 : Poste de distribution de carburant ouvert 7 jours sur 7 et 24 heures sur 24, assurant également le ravitaillement en gaz de pétrole liquéfié (GPL) |                  |       | CE15c     |
|               | ID14c                    | Garage ou poste de dépannage | 11 février 2008  | [ g ] | CE28      |
|               | ID14d                    | Poste de recharge de véhicules électriques | 22 décembre 2014 | [ i ] | CE15i     |
|               | ID14e                    | Poste de recharge de véhicules électriques assurant également le ravitaillement en gaz de pétrole liquéfié (GPL) | 22 décembre 2014 | [ i ] | CE15j     |
|               | ID15a                    | Parc naturel régional (voir détail ci-dessous) |                  |       |           |
|               | ID15b                    | Parc national |                  |       |           |
|               | ID15c                    | Réserve naturelle |                  |       |           |
|               | ID15d                    | Terrain du conservatoire du littoral et des rivages lacustres |                  |       |           |
|               | ID15e                    | Point d'accueil du public dans un espace naturel sensible | 11 février 2008  | [ g ] |           |
|               | ID15f                    | Site ayant reçu le « Grand Site de France » mentionné à l'article L. 341-15-1 du Code de l'environnement | 31 juillet 2015  | [ j ] |           |
|               | ID16a                    | Monument historique |                  |       |           |
|               | ID16b                    | Site classé |                  |       |           |
|               | ID16c                    | Site inscrit sur la liste du patrimoine mondial | 31 juillet 2015  | [ j ] |           |
|               | ID16d                    | Musée ayant reçu l'appellation « musée de France », créée par la loi no 2002-5 du 4 janvier 2002 | 11 février 2008  | [ g ] |           |
|               | ID16e                    | Parc ou jardin ayant reçu le label « jardin remarquable » décerné par le ministère de la Culture | 11 février 2008  | [ g ] |           |
|               | ID17                     | Point d'accueil jeunes |                  |       |           |
|               | ID18                     | Chambre d'hôtes ou gîte |                  |       | CE5b      |
|               | ID19                     | Point de vue |                  |       | CE21      |
|               | ID20a                    | Base de loisirs | 11 février 2008  | [ g ] |           |
|               | ID20b                    | 2011 : Centre ou promenade équestre, ranch, poney-club, etc. 2008 : Centre équestre, promenade, ranch, poney-club... | 11 février 2008  | [ g ] |           |
|               | ID20c                    | Piscine ou centre aquatique | 11 février 2008  | [ g ] |           |
|               | ID20d                    | Plage | 11 février 2008  | [ g ] |           |
|               | ID20e (2008) ID20 (2002) | Point de mise à l'eau d'embarcations légères |                  |       | CE19      |
|               | ID21a (2008) ID21 (2002) | Point de départ d'un circuit de ski de fond |                  |       |           |
|               | ID21b                    | Station de ski de descente | 11 février 2008  | [ g ] |           |
|               | ID22                     | Cimetière militaire |                  |       |           |
| 2011 : 2002 : | ID23                     | Point de départ d'un itinéraire d'excursions à pied |                  |       | CE6a      |
|               | ID24                     | 2011 : Déchèterie 2002 : Déchetterie |                  |       |           |
|               | ID25                     | Hôtel |                  |       | CE17      |
|               | ID26a                    | 2008 : Restaurant 2002 : Restaurant ouvert 7 jours sur 7 |                  |       | CE16      |
|               | ID26b                    | 2008 : Débit de boissons ou établissement proposant des collations sommaires 2002 : Débit de boissons ou établissement proposant des collations sommaires, ouvert 7 jours sur 7                                                                                            |                  |       | CE18      |
|               | ID27                     | Maison de pays |                  |       |           |
|               | ID28                     | 2008 : Village étape, utilisable pour les villages ayant reçu le label « village étape » décerné par le ministère chargé des routes 2002 : Village étape |                  |       |           |
|               | ID29                     | Point d'eau potable |                  |       |           |
|               | ID30                     | 2011 : Equipement concernant les autocaravanes 2008 : Autocaravane | 11 février 2008  | [ g ] | CE24      |
|               | ID31                     | Toilettes | 11 février 2008  | [ g ] | CE12      |
|               | ID32                     | Distributeur automatique de billets de banque | 11 février 2008  | [ g ] | CE25      |
|               | ID33a                    | Produits du terroir | 11 février 2008  | [ g ] |           |
|               | ID33b                    | Produits vinicoles | 11 février 2008  | [ g ] |           |
|               | ID34a                    | Itinéraire piétonnier | 6 décembre 2011  | [ e ] |           |
|               | ID34b                    | Itinéraire piétonnier difficilement accessible pour les personnes à mobilité réduite | 6 décembre 2011  | [ e ] |           |
|               | ID35                     | Zone industrielle ou parc d'activités | 6 décembre 2011  | [ e ] |           |
|               | ID36                     | Centre commercial | 6 décembre 2011  | [ e ] |           |
|               | ID37                     | Station pour les véhicules bénéficiant du label « autopartage » | 31 décembre 2012 | [ h ] |           |
|               | ID38                     | Point du réseau de distribution « écotaxe » | 31 décembre 2012 | [ h ] | CE51      |
|               | ID39                     | Covoiturage | 8 janvier 2016   | [ k ] | CE52      |

### ID15a: Parc naturel régional
L'idéogramme ID15a, signalant un parc naturel régional, est un idéogramme type qui reçoit dans l'ovale marron l'emblème particulier du parc naturel régional à signaler :
| Image | ID      | Description                                               | Date de création |       |
| ----- | ------- | --------------------------------------------------------- | ---------------- | ----- |
|       | ID15a1  | Parc naturel régional d'Armorique                         |                  |       |
|       | ID15a2  | Parc naturel régional des Ballons des Vosges              |                  |       |
|       | ID15a3  | Parc naturel régional de la Brenne                        |                  |       |
|       | ID15a4  | Parc naturel régional de Brière                           |                  |       |
|       | ID15a5  | Parc naturel régional des Boucles de la Seine normande    |                  |       |
|       | ID15a6  | Parc naturel régional de Camargue                         |                  |       |
|       | ID15a7  | Parc naturel régional de Chartreuse                       |                  |       |
|       | ID15a8  | Parc naturel régional de Corse                            |                  |       |
|       | ID15a9  | Parc naturel régional de la Forêt d'Orient                |                  |       |
|       | ID15a10 | Parc naturel régional des Grands Causses                  |                  |       |
|       | ID15a11 | Parc naturel régional de la Haute Vallée de Chevreuse     |                  |       |
|       | ID15a12 | Parc naturel régional du Haut-Jura                        |                  |       |
|       | ID15a13 | Parc naturel régional du Haut-Languedoc                   |                  |       |
|       | ID15a14 | Parc naturel régional des Landes de Gascogne              |                  |       |
|       | ID15a15 | Parc naturel régional Livradois-Forez                     |                  |       |
|       | ID15a16 | Parc naturel régional de Lorraine                         |                  |       |
|       | ID15a17 | Parc naturel régional du Luberon                          |                  |       |
|       | ID15a18 | Parc naturel régional des Marais du Cotentin et du Bessin |                  |       |
|       | ID15a19 | Parc naturel régional des Pyrénées ariégeoises            |                  |       |
|       | ID15a20 | Parc naturel régional de la Martinique                    |                  |       |
|       | ID15a21 | Parc naturel régional de la Montagne de Reims             |                  |       |
|       | ID15a22 | Parc naturel régional du Morvan                           |                  |       |
|       | ID15a23 | Parc naturel régional de l'Avesnois                       |                  |       |
|       | ID15a24 | Parc naturel régional Normandie-Maine                     |                  |       |
|       | ID15a25 | Parc naturel régional du Pilat                            |                  |       |
|       | ID15a26 | Parc naturel régional du Queyras                          |                  |       |
|       | ID15a27 | Parc naturel régional du Vercors                          |                  |       |
|       | ID15a28 | Parc naturel régional du Vexin français                   |                  |       |
|       | ID15a29 | Parc naturel régional des Volcans d'Auvergne              |                  |       |
|       | ID15a30 | Parc naturel régional des Vosges du Nord                  |                  |       |
|       | ID15a31 | Parc naturel régional du Massif des Bauges                |                  |       |
|       | ID15a32 | Parc naturel régional Loire-Anjou-Touraine                |                  |       |
|       | ID15a33 | Parc naturel régional du Verdon                           |                  |       |
|       | ID15a34 | Parc naturel régional du Perche                           |                  |       |
|       | ID15a35 | Parc naturel régional Périgord-Limousin                   |                  |       |
|       | ID15a36 | Parc naturel régional Scarpe-Escaut                       |                  |       |
|       | ID15a37 | Parc naturel régional du Gâtinais français                |                  |       |
|       | ID15a38 | Parc naturel régional des Causses du Quercy               |                  |       |
|       | ID15a39 | Parc naturel régional des Monts d'Ardèche                 |                  |       |
|       | ID15a40 | Parc naturel régional de Guyane                           |                  |       |
|       | ID15a41 | Parc naturel régional des Caps et Marais d'Opale          |                  |       |
|       | ID15a42 | Parc naturel régional de la Narbonnaise en Méditerranée   |                  |       |
|       | ID15a43 | Parc naturel régional Oise-Pays de France                 |                  |       |
|       | ID15a44 | Parc naturel régional de Millevaches en Limousin          |                  |       |
|       | ID15a45 | Parc naturel régional des Pyrénées catalanes              |                  |       |
|       | ID15a46 | Parc naturel régional des Alpilles                        |                  |       |
|       | ID15a47 | Parc naturel régional de la Sainte-Baume                  | 12 décembre 2018 | [ n ] |
|       | ID15a48 | Parc naturel régional Corbières-Fenouillèdes              | 15 mars 2024     | [ p ] |